# Leo Cherne

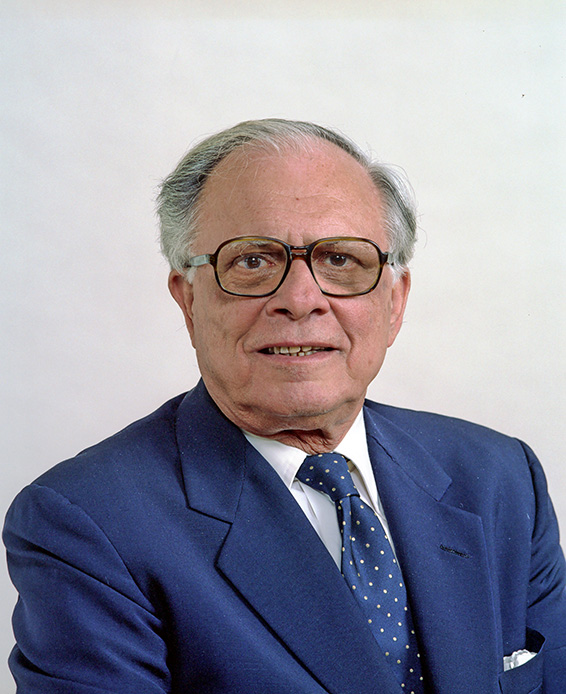

Leo Cherne (* 8. September 1912 in der Bronx, New York City; † 12. Januar 1999 im Mount Sinai Hospital (New York)) war ein US-amerikanischer Unternehmensberater und Vorsitzender des President’s Intelligence Advisory Board von George H. W. Bush.

## Leben
Seine Eltern waren die russischen Immigranten Dora und Max Cherne. Der Vater betrieb ein Fotostudio in der Bronx. Leo Cherne studierte 1935 an der New York Law School. 1935 verlegte er mit dem Bibelverkäufer Carl Hovgard Ratgeber zur US-Sozialversicherung und entwickelte den Unternehmensberater Research Institute of America. Cherne war Vorsitzender der Geschäftsleitung der von der US-Regierung finanzierten Nichtregierungsorganisation Freedom House. Mit dem International Rescue Committee war er beim ungarischen Volksaufstand im Einsatz. Ngô Đình Diệm bescheinigte er bei einem Dinner zu dessen USA Besuch 1957 höchste Qualitäten als Held und Staatsmann. Cherne war ein enger Freund von Henry Kissinger, William Joseph Casey und von 1973 bis 1991 Mitglied des President’s Intelligence Advisory Board und saß diesem während der H. W. Bushregierung vor.

## Auszeichnungen
- 1958: Großes Bundesverdienstkreuz
- 1977: Großes Goldenes Ehrenzeichen für Verdienste um die Republik Österreich[5]
- Presidential Medal of Freedom